# دی‌هیدرواپی‌آندروسترون
دی‌هیدرواپی‌آندروسترون (به انگلیسی: Dehydroepiandrosterone), (DHEA) یا آندروستنولون (به انگلیسی: androstenolone) یک هورمون استروئیدی اندوژن است. این ترکیب در غدد فوق کلیوی، بیضه‌ها و مغز ساخته می‌شود.